# Jerzy Lewitowicz
Jerzy Lewitowicz (ur. 25 listopada 1933 w Hrubieszowie) – generał brygady WP, inżynier i profesor doktor habilitowany w dziedzinie fizyki, specjalista w zakresie eksploatacji techniki lotniczej.

## Życiorys
W 1951 ukończył I LO w Koszalinie, dokąd w 1946 przeniósł się wraz z rodziną. W latach 1951–1952 studiował na Wydziale Budownictwa Lądowego i Morskiego Politechniki Gdańskiej, a w 1952–1956 w Wojskowej Akademii Technicznej w Warszawie. Studia ukończył z wyróżnieniem, uzyskał tytuł inżyniera w specjalności uzbrojenie lotnicze i został promowany na stopień chorążego (wówczas pierwszy stopień oficerski), a następnie podporucznika. W latach 1956–1961 eksternistycznie studiował na Wydziale Matematyki i Fizyki Uniwersytetu Warszawskiego, po czym został magistrem fizyki w zakresie doświadczalnej fizyki jądrowej. W maju 1967 Rada Naukowa Wydziału Elektrotechniki Górniczej i Hutniczej Akademii Górniczo-Hutniczej w Krakowie nadała mu stopień doktora nauk technicznych.
Od 1956 pracował w Instytucie Naukowo-Badawczym Wojsk Lotniczych, przekształconym w 1958 w Instytut Techniczny Wojsk Lotniczych (ITWL) w Warszawie. Był kolejno inżynierem do badań środków pirotechnicznych (1956–1957), inżynierem do badań środków rakietowych (1957–1958), starszym pomocnikiem kierownika pracowni broni rakietowej (1958–1962), starszym pomocnikiem kierownika pracowni pokładowej broni rakietowej w Zakładzie Uzbrojenia (1962–1969) i kierownikiem Zespołu Zakładów Badań Ogólnotechnicznych (1969–1971). Odbył 12-miesięczną praktykę naukową w Zjednoczonym Instytucie badań Jądrowych w Dubnej pod Moskwą. Od 1971 był kierownikiem samodzielnej pracowni izotopowej Zespołu Zakładów Badań Ogólnotechnicznych i został powołany na stanowisko docenta, a od 1974 pełnił czasowo obowiązki zastępcy komendanta Instytutu Technicznego Wojsk Lotniczych do spraw naukowo-badawczych. W grudniu 1973 Rada Naukowa Wydziału Elektrotechniki Górniczej i Hutniczej Akademii Górniczo-Hutniczej w Krakowie nadała mu stopień doktora habilitowanego nauk technicznych po obronie rozprawy habilitacyjnej pod tytułem „Wybrane zagadnienia metod izotopowych w technice lotniczej i lotniskowej”.
W kwietniu 1977 odbył praktyki w NASA w Hampton w USA. Przebywał również na praktyce liniowej w 3 Flotylli Okrętów w Gdyni (1977) oraz w Dowództwie Wojsk OPK (1980). W sierpniu 1978 został powołany na zastępcę komendanta Instytutu do spraw naukowo-badawczych, od listopada 1982 pełnił obowiązki komendanta, a od lipca 1984 do grudnia 1989 był komendantem Instytutu Technicznego Wojsk Lotniczych. 12 kwietnia 1979 Rada Państwa PRL nadała mu tytuł profesora nadzwyczajnego nauk technicznych. Od 5 grudnia 1989 szef Badań i Rozwoju Techniki Wojskowej – zastępca Głównego Inspektora Techniki WP. W maju 1990 na mocy rozporządzenia Prezydenta RP został awansowany do stopnia generała brygady. Nominację wręczył mu w Belwederze 9 maja 1990 Prezydent RP gen. Wojciech Jaruzelski. W lutym 1992, na skutek konfliktu z ówczesnym szefem Sztabu Generalnego WP gen. dyw. Zdzisławem Stelmaszukiem i oskarżeń o zdradę tajemnicy wojskowej w dwóch opublikowanych artykułach prasowych, został odwołany przez ministra obrony Jana Parysa. W sierpniu 1992 śledztwo zostało umorzone z braku dowodów winy, a Jerzy Lewitowicz został zrehabilitowany i przywrócony na poprzednie stanowisko przez ministra obrony Janusza Onyszkiewicza. 1 marca 1993 przeniesiony w stan spoczynku.
Od 1993 do 2006 profesor i kierownik Zakładu Samolotów i Śmigłowców w Instytucie Techniki Lotniczej i Mechaniki Stosowanej Wydziału Mechanicznego, Energetyki i Lotnictwa Politechniki Warszawskiej. Od lutego 1994 profesor w Instytucie Technicznym Wojsk Lotniczych. Od 1 października 2002 pracownik – profesor zwyczajny Politechniki Warszawskiej.

## Dorobek naukowy
Wg stanu na rok 2013 autor ponad 400 publikacji, 27 wynalazków i promotor 23 doktorów nauk technicznych. Autor i współautor 23 książek naukowych oraz około 450 recenzji naukowych. Odkrył dwa izotopy promieniotwórcze oraz opisał własności kilku innych. Zbudował toroidalny spektrometr beta. Uczestniczył w opracowaniu wymagań i programów realizacji pierwszego polskiego samolotu naddźwiękowego TS-16 Grot, samolotu szkolno-treningowego PZL-130 Orlik i przyszłego samolotu wsparcia PZL-230 Skorpion. Wniósł osobisty wkład w rozwój uzbrojenia rakietowego i bombowego samolotów rodziny Lim oraz wypracowanie nowych metod badań wypadów lotniczych. Kierowany przez niego zespół wykrył i opisał w 1987 przyczyny katastrofy prototypu samolotu PZL I-22 Iryda.
Od 1956 członek pond 50 komitetów i rad naukowych, kolegiów naukowych, rad programowych i wydawniczych, m.in. członek Komitetu Fizyki Polskiej Akademii Nauk (1974–1990), Komitetu Budowy Maszyn PAN (1980–1996), Komitetu do spraw Eksploatacji Majątku Trwałego PAN (1987-1990), Komitetu Badań Kosmicznych i Satelitarnych PAN (1978-1993), Polskiego Komitetu Teorii Maszyn i Mechanizmów Komitetu Budowy Maszyn PAN (od 1984), Zespołu Tribologii Komitetu Budowy Maszyn PAN (od 1975), Rady Naukowej ITWL (od 1967, w tym dwukrotnie jej przewodniczący), Rady Naukowej Wojskowego Instytutu Techniki Pancernej i Samochodowej (1973–1990), Rady Naukowej Wojskowego Instytutu Medycyny Lotniczej (1980–1991), Rady Naukowej Wyższej Oficerskiej Szkoły Lotniczej (1983–1990), Rady Naukowej Instytutu Lotnictwa (1986–1990), Rady Naukowej Centrum Badań Kosmicznych Polskiej Akademii Nauk (1979–1989), Rady Naukowej Polskiego Towarzystwa Cybernetycznego (1986–1990), członek Rady Głównej Nauki i Szkolnictwa Wyższego (1987–1990), Rady Wyższej Szkolnictwa Wojskowego i Nauki (1982–1991), Rady Naukowo-Technicznej MON (1982–1992), Rady do spraw Atomistyki PAN (1988–1990), Rady Muzeum Lotnictwa Polskiego w Krakowie (od 1986).
Jest także członkiem towarzystw naukowych, m.in.: International Council of Aeronautical Sciences w Londynie (od 1986), American Institute of Aeronautics and Astronautics w Waszyngtonie (od 1989), Polskiego Towarzystwa Fizycznego (od 1974), Stowarzyszenia Inżynierów i Techników Mechaników Polskich (od 1971) i Polskiego Towarzystwa Tribologicznego (od 1990).

## Awanse wojskowe[3]
- chorąży – 1954
- podporucznik – 1955
- porucznik – 1956
- kapitan – 1960
- major – 1967
- podpułkownik – 1971
- pułkownik – 1975
- generał brygady – 7 maja 1990

## Odznaczenia i nagrody
- Krzyż Komandorski Orderu Odrodzenia Polski (1992)
- Krzyż Oficerski Orderu Odrodzenia Polski (1985)
- Krzyż Kawalerski Orderu Odrodzenia Polski (1978)
- Złoty Krzyż Zasługi (1972)
- Medal 40-lecia Polski Ludowej
- Złoty Medal „Siły Zbrojne w Służbie Ojczyzny” (1977)
- Srebrny Medal Siły Zbrojne w Służbie Ojczyzny
- Brązowy Medal Siły Zbrojne w Służbie Ojczyzny
- Złoty Medal Za zasługi dla obronności kraju (1980)
- Srebrny Medal Za zasługi dla obronności kraju
- Brązowy Medal Za zasługi dla obronności kraju
- Medal Zasłużony dla WOPK (1976)
- Medal Zasłużony dla Wojsk Lotniczych
- Medal Pamiątkowy „Za zasługi dla ITWL” /nr 1/ (2020)[4]
- Nagroda Państwowa II stopnia (dwukrotnie, 1963 – zespołowa i 1974)
- Nagroda III stopnia MON za opracowanie nowych metod badawczych i diagnostycznych w technice lotniczej (1978)
- Tytuł i odznaka „Zasłużony Wynalazca i Racjonalizator Wojskowy” (1976)
- Tytuł i medal „Mistrz Techniki Polskiej” za izotopową metodę badania łożysk (1973)
- Nagroda „Błękitne Skrzydła” (2002)
- „Skrzydło Puławskie” – dyplom i medal Sekcji Lotniczej SIMP (1998)
- Medal im. prof. Stefana Ziemby (nadany przez Sekcję Eksploatacji Komitetu Budowy Maszyn PAN)

I inne nagrody, odznaczenia i wyróżnienia.

## Życie prywatne
Syn Józefa (1910–1974), ogniomistrza straży pożarnej oraz Aleksandry z domu Caryk (1910–1983). Mieszka w Warszawie. Od 1955 żonaty z Anną z domu Modestowicz, jeden syn.